# DJK TuSA 06 Düsseldorf
Die DJK TUSA 06 e. V. ist ein Verein aus Düsseldorf und bietet seinen knapp 2300 Mitgliedern folgende Sportarten an: Basketball, Beachvolleyball, Breitensport (Fitness, Gymnastik, Kinderturnen), Frauen- und Mädchenfußball, Fußball, Leichtathletik, Tischtennis, Inklusions-Sport und Volleyball. Das Motiv des Vereinswappens greift den Pylon der nahen Fleher Brücke auf. Der Verein verfügt über eine Naturrasen-Arena mit Tribüne und Laufbahn sowie eine Sprunggrube, einen Basketballplatz, zwei Kunstrasenplätze (2022) sowie 4 Beachvolleyballfelder.
Geführt wird der Verein von Ute Groth (1. Vorstand seit 2007), Gunter Bliss-Müller (Stellvertreter 2019) und Frank Heemsoth (Stellvertreter 2023).
DJK steht für Deutsche Jugendkraft.

## Geschichte des Vereins
Die ältesten Wurzeln des Vereins gehen in das Jahr 1906 zurück, als der Spielverein Eintracht 06 gegründet wurde. Danach folgten 1908 mit Siegfried 08 die Turnabteilung der „Jünglingskongregation“ (JÜKO) an St. Peter (Friedrichstadt) und 1910 der „Verein für Bewegungsspiele (VFB) 1910“ sowie die „Turn- und (Fußball-) Sport-Abteilung ARMINIA“ 1910 an St. Suitbertus (TuSA 1910).
Der Zusammenschluss des VFB 1910 und des Spielvereins Eintracht 06 zum VFB Eintracht 06 war ein erster Schritt der „Vereinskonsolidierung“. Nachdem im Jahre 1934 die DJK-Abteilungen Arminia 1910, Rheinfried 08, TuSA 1910, Sportfreunde Flehe verboten worden waren, kam es am 16. Mai 1947 zur Gründungsversammlung der DJK TuSA 08 – Turn- und Sportverein Arminia 08.
Die DJK TUSA 06 Düsseldorf ging am 1. Januar 1978 aus einer Fusion der beiden Bilker Traditionsvereine VFB Eintracht 06 und DJK TuSA 08 hervor und übernahm das Gründungsdatum der „Eintracht“.
Im Jahr 2006 feierte die DJK TUSA 06 mit zahlreichen Aktivitäten ihr 100-jähriges Vereinsjubiläum, u. a. wurde auch ein Freundschaftsspiel der ersten Fußballmannschaft gegen den damaligen Regionalligisten Fortuna Düsseldorf ausgetragen. Im Jubiläumsjahr wurde auch das Friedhelm-Kückemanns-Archiv erstellt, in das wichtige Dokumente der Vereinshistorie aufgenommen wurden.
2017 wurde Stefanie Hüttermann als Leiterin für das Beachvolleyball Nachwuchsteam von TuSA 06 Düsseldorf verpflichtet. Zudem werden sechs professionelle Beachvolleyball Teams von TuSA 06 durch die Sportstadt Düsseldorf gefördert. Das Duo Holler/Wickler wurde im selben Jahr Deutscher Meister.
Im Jahr 2018 beschloss die DJK TUSA 06 Düsseldorf den internen Aufbau eines Leistungszentrums für den Mädchen- und Frauenfußball, nachdem Gespräche mit der Stadt Düsseldorf im Rahmen der Förderung des Nachwuchsleistungszentrums von Fortuna Düsseldorf zu keiner Lösung führten.
2023 beschloss der Verein die Gründung einer eigenen Abteilung Inklusions-Sport.
Basketball und Fußball werden für Menschen mit gestigen Beeinträchtigungen von TUSA angeboten. Basketball: Gemeinsam mit der Basketballabteilung der Special Olympics und den Capitol Bascats aus Düsseldorf hat TUSA ein „Unified Team“, wo Menschen mit und ohne geistiger Beeinträchtigung in einer Mannschaft zusammen Sport treiben. Aktuell sind zwei Jugendteams im Training. Fußball: In Zusammenarbeit mit der Lebenshilfe Düsseldorf trainieren aktuell einmal pro Woche Menschen mit geistiger Beeinträchtigung bei TUSA.

## Sportliche Erfolge

### Tischtennis
Im Januar 1949 wurde die Tischtennis-Abteilung von Matthias Höck gegründet. Sie stieg 1953/54 in die Oberliga West auf, wo sie in der Besetzung Fritz Siegen, Heinz Lenzen, Walter Lappe, Günter Lappe, Eugen Wissing, Harry Werner und Willi Endres antrat. Es folgte der Abstieg und 1956 der sofortige Wiederaufstieg. In den 1960er Jahren gelangen einige große sportliche Erfolge. Als Zweiter der Oberliga West in der Saison 1965/1966 qualifizierte sich der Verein, damals noch DJK TuSA 08, als Gründungsmitglied für die Tischtennis-Bundesliga und stellte mit Eberhard Schöler den Deutschen Tischtennismeister im Herreneinzel der Jahre 1962, 1966 und 1967. Darüber hinaus gelangen dem Verein insgesamt fünf deutsche Meisterschaften in der Tischtennis-Mannschaftsmeisterschaft und der dreifache Gewinn des deutschen Pokals (1964, 1965 und 1966). 1964 wurde dem Verein wegen seiner sportlichen Erfolge vom DTTB der Victor-Barna-Preis verliehen.
Der Niedergang begann 1968 mit dem Weggang von Eberhard Schöler zum Ortsrivalen Borussia Düsseldorf und führte schließlich 1971 zum Abstieg aus der 1. Bundesliga. 1974 folgte dann der Abstieg in die Bezirksliga. Im Jugendbereich wurden später wieder einige Erfolge gefeiert (2001 TT-Jugend m/w 4-facher Pokalsieger).
- Deutsche Mannschaftsmeisterschaften
  - 1961/62: Eberhard Schöler, Dieter Forster, Hans-Jörg Offergeld, Franz-Walter Beyss, Herbert Dombrowski, Axel Söhnlein
  - 1962/63: Eberhard Schöler, Dieter Forster, Hans-Jörg Offergeld, Franz-Walter Beyss, Herbert Dombrowski, Axel Söhnlein
  - 1963/64: Eberhard Schöler, Dieter Forster, Hans-Jörg Offergeld, Franz-Walter Beyss, Karl-Heinz Scholl, Rüdiger Picht
  - 1964/65: Eberhard Schöler, Dieter Forster, Hans-Jörg Offergeld, Franz-Walter Beyss, Herbert Dombrowski, Albert Paessens
  - 1966/67: Eberhard Schöler, Dieter Forster, Hans-Jörg Offergeld, Franz-Walter Beyss, Helmut Diekers, Albert Paessens, Herbert Dombrowski
- Deutscher Pokal
  - 1963/64: Eberhard Schöler, Dieter Forster, Hans-Jörg Offergeld
  - 1964/65: Eberhard Schöler, Dieter Forster, Hans-Jörg Offergeld
  - 1965/66: Eberhard Schöler, Karl-Heinz Scholl, Dieter Forster

Literatur
- Aus dem Pfarrsaal zum Meister – Dreizehn Jahre dauerte es, Zeitschrift DTS, 1962/15 Ausgabe West Seite 10–11.
- DJK TuSA 08 Düsseldorf, Zeitschrift DTS, 1966/24 Ausgabe Süd-West Seite 6.

### Leichtathletik
Der wohl bekannteste Leichtathlet der DJK TUSA 06 ist Ralf Jaros, der Deutsche Meister im Dreisprung der Jahre 1984 und 1985.

### Basketball
In der Saison 2008/09 wurde die Männermannschaft der DJK TUSA 06 Kreismeister im Basketballkreis Düsseldorf/Neuss und stieg somit wieder in die Bezirksliga auf. Die Spielzeit 2012/13 beendeten die Herren 1 als Meister der Bezirksliga und stiegen in die Landesliga auf.
2013/14 nahm TUSA erstmals mit drei Herrenmannschaften am Spielbetrieb teil.

#### Geschichte
Die Basketballabteilung wurde 1953 gegründet. Die 1. Mannschaft stieg in der Saison 1957/58 in die Bezirksliga auf. In der Spielzeit 1961/62 gelang der Aufstieg in die Landesliga, dem in der folgenden Spielzeit 1962/63 der Aufstieg in die Oberliga, der damals höchsten Spielklasse, folgte. Die in den Spielzeiten 1964/65 und 1965/66 jeweils erreichten 3. Tabellenplätze berechtigten zur Teilnahme an der Endrunde zur deutschen Meisterschaft. Gleichzeitig qualifizierte sich TUSA für die neugegründete zweigeteilte Bundesliga (BBL) des Deutschen Basketball Bundes (DBB). Nach drei Spielzeiten erfolgte am Ende der Saison 1968/69 der Rückzug des TuSA-Teams aus der Bundesliga wegen fehlender finanzieller Mittel.
Erfolge:
- 1965: DJK-Meister beim 5. Bundessportfest in Düsseldorf
- 1966: Bronzemedaille bei den FICEP-Meisterschaften in Wien
- 1967: WBV-Pokalsieger

### Fußball (Herren)
In der Saison 2015/16 wurde die 1. Herrenmannschaft Meister der Kreisliga A, Gruppe 1. Zum Aufstieg in die Bezirksliga reichte dies jedoch nicht, da in dieser Saison eine Relegation gegen den Sieger der Gruppe 2, aufgrund der Zusammenlegung der Kreisligen in der neuen Spielzeit, ausgetragen und verloren wurde.
Seit der Saison 2020/2021 ist der DFB-Stützpunkt C-Jugend 1 × pro Woche auf der TUSA-Anlage zum Training.

### Fußball (Frauen/Mädchen)
Die Frauenmannschaft von TUSA 06 ist im Juni 2019 in die vierthöchste Klasse der Frauen, in die Niederrheinliga, aufgestiegen.
Im März 2022 bekräftigten der VfL Benrath und TUSA 06 ihre Mädchenfußball-Kooperation im Rahmen des ersten Spiels in der neu gegründeten F-Juniorinnen-Kreisklasse. TUSA unterstützt den Aufbau der Mädchenfußballabteilung beim VfL und fördert auch die sportliche Entwicklung.
Im Mai 2023 machten die U17 Juniorinnen den Aufstieg in die Regionalliga (zweithöchste bundesweite Klasse) für die Saison 2023/2024 vorzeitig perfekt.
Wie in der Saison 2021/2022 gingen auch in der Saison 2022/2023 alle Kreispokal-Titel der Juniorinnen U13, U15 und U17 an TUSA 06.
Die TUSA-Frauen 1 wurden in der Saison 2022/2023 Kreispokalsieger.

### Volleyball
DJK TUSA 06 wurde im Dezember 2021 offizieller Verbandsstützpunkt Volleyball.
Im März 2022 schaffte die erste Damenmannschaft den Aufstieg in die Landesliga. Die erste Herrenmannschaft machte den Aufstieg in die Verbandsliga perfekt.
Das Volleyball Herren-1-Team um Trainer Götz Fellrath machte im April 2024 in zwei Relegationsspielen gegen den 1. FC Spich den Aufstieg in die Oberliga klar. 

### Beachvolleyball
Das Team Tim Holler und Clemens Wickler wurden 2017 Deutsche Meister. Svenja Müller von der DJK TUSA 06 wurde 2018 gemeinsam mit Lea Sophie Kunst aus Varel U18-Beachvolleyball-Europameister.
Julia Sude und Karla Borger wurden im September 2019 Deutsche Meister.
Im August 2022 gewannen Mila Jancar und Sophia Neuß die Deutsche U17-Beachvolleyball-Meisterschaft.
Im Rahmen der Ehrung für Düsseldorfs Sport-Elite zeichnete Oberbürgermeister Stephan Keller im August 2022 die erfolgreichen Sportlerinnen und Sportler für ihre Titel 2021 aus. Darunter waren auch einige TUSA-Athletinnen: Jule Mantsch für ihren dritten Platz bei den Europameisterschaften U18 im Beachvolleyball und Deutsche Meisterin U19 und U20, Marlene Weißphal, Rika Dieckmann, Mila Jancar, Merle Wurring, Yarie Youla und Annica Juditzki als Deutsche Meisterinnen U15 Beachvolleyball sowie Karla Borger und Julia Sude als Mitglieder des Team Tokio 2021 für ihre Teilnahme an den Olympischen Sommerspielen.
Im Dezember 2022 wurde DJK TUSA-Beachvolleyballer Levi Weissenbach für die U17-Hallennationalmannschaft und für den U17-Beach-Bundeskader nominiert.